# المنطقة الشرقية العسكرية (السعودية)

شعار قيادة المنطقة الشرقية

قيادة المنطقة الشرقية العسكرية تشكلت بمحافظة الأحساء في عام 1358هـ / 1939م، ثم انتقلت من محافظة الأحساء إلى الدمام عام 1372هـ / 1952م. وسُميت في عام 1390هـ / 1970م قيادة المنطقة الشرقية، بدلاً من قيادة منطقة الدمام. وكان مقرها مطار الظهران الدولي. ثم انتقلت عام 1408هـ / 1988م إلى مقرها الحالي في مدينة الملك فهد العسكرية.